# Probatodes plumula
Probatodes plumula är en skalbaggsart som först beskrevs av Newman 1851.  Probatodes plumula ingår i släktet Probatodes och familjen långhorningar. Inga underarter finns listade i Catalogue of Life.